# Barranc de la Fonteta (Santa Llúcia de Mur)
El barranc de la Fonteta és un barranc del terme municipal de Castell de Mur, dins de l'antic terme de Mur, al Pallars Jussà, en terres de Santa Llúcia de Mur, al Pallars Jussà.
Es forma al sud-oest de Santa Llúcia de Mur, entre Purredons (al sud) i la Llobera (al nord), des d'on davalla cap al nord-est, rep l'afluència de lo Torrentill, travessa el Camí de Purredons dues vegades, resseguint per migdia el Vedat de Casa de Caps, i passa pel mig del poble de Santa Llúcia de Mur, on troba la Fonteta. Travessa la Carretera de Santa Llúcia de Mur i va a passar pel costat de llevant de l'església del mateix nom que el poble. Tot seguit troba la Font de la Moixa, continua cap al nord, passa entre la Moixa de Gavarrell, a ponent. i Ço de Canja, a llevant, després entre la Planta -ponent- i les Roureres de Roca -llevant-, i s'aboca en el barranc de Mur.